# Argyrothemis
Genre
Argyrothemis est un genre d'insectes de la famille des Libellulidae appartenant au sous-ordre des anisoptères dans l'ordre des odonates. Il ne comprend qu'une seule espèce : Argyrothemis argentea.

## Espèce du genreArgyrothemis
- Argyrothemis argentea Ris, 1911[1]